# Скепсида
Скепсида или Скепсис (на старогръцки: Σκέψις) е древно населено място в малоазийска, Мизия, където днес се намира турското селище Куршунлутепе, близо до град Байрамич. Забележително за това селище е, че е съхранявало прословутата библиотека на Аристотел преди преместването ѝ в Пергамон и Александрия.

## История
Скепсида се е намирала на две отделни землища – Стара и Нова Скепсида (Палеа Скепсис и Скепсис). И двете селища се намирали в Ида планина.

### Палеа Скепсис
Палеа Скепсис (Стара Скепсида) според местните предания е била столица на владенията на Еней."
Намирала се е близо до изворите на река Езеп,  сравнително високо в планината. Уилям Во забелязва през 1877, че в съседство с предполагаемото местоположение на землището на древна Скепсида се намира малко турско село с името Ески Скисепье; преведено от турски това ще рече Стара Скисепье и грубо съответства на гръцкото Палеа Скепсис Районът около Стара Скепсида е бил застроен и благоустроен по времето на Византийската империя, за което свидетелстват останките на римски мостове над Езеп. Откривателят на останките от Палеа Скепсис, Андреас Дейвис Мордтман споделя с други археолози за намерените артефакти.
| “ | ...бях открил изключително древно селище, с акропол, кули и крепостни стени от дялан камък и съоръжен с четири порти. За античността на находката свидетелстваше огромен дъб вкоренил се върху стените и с обиколка 530 см (около 17 фута). Опирайки се на описанията на Страбон, разбрах, че съм открил може би най-древните останки в Мала Азия, тези на Стара Скепсида (Палеа Скепсис). | ” |

### Скепсида
Скепсида (Нова) се намирала на около 60 стадия или 12 км по надолу от Палеа Скепсис в Ида планина. В Скепсида по времето на Сула откриват богата колекция от произведения на Аристотел и Теофраст, скрити от роднините на един от учениците на Аристотел и приятел на Теофраст, Нелей Скепсидски, за да не бъдат отвлечени от настъпващите армии на Атал I, който по същото време окомплектовал библиотеката в Пергамон.
Жителите на Скепсида били принуждавани неколкократно да се изселват. След едно от принудителните преселвания на жители от околните села в Троя, скепсидците също се преместили. След време се върнали в Скепсида, само за да ги принудят да се преселят отново, този път в Александрия Троадска.